# Heféstio

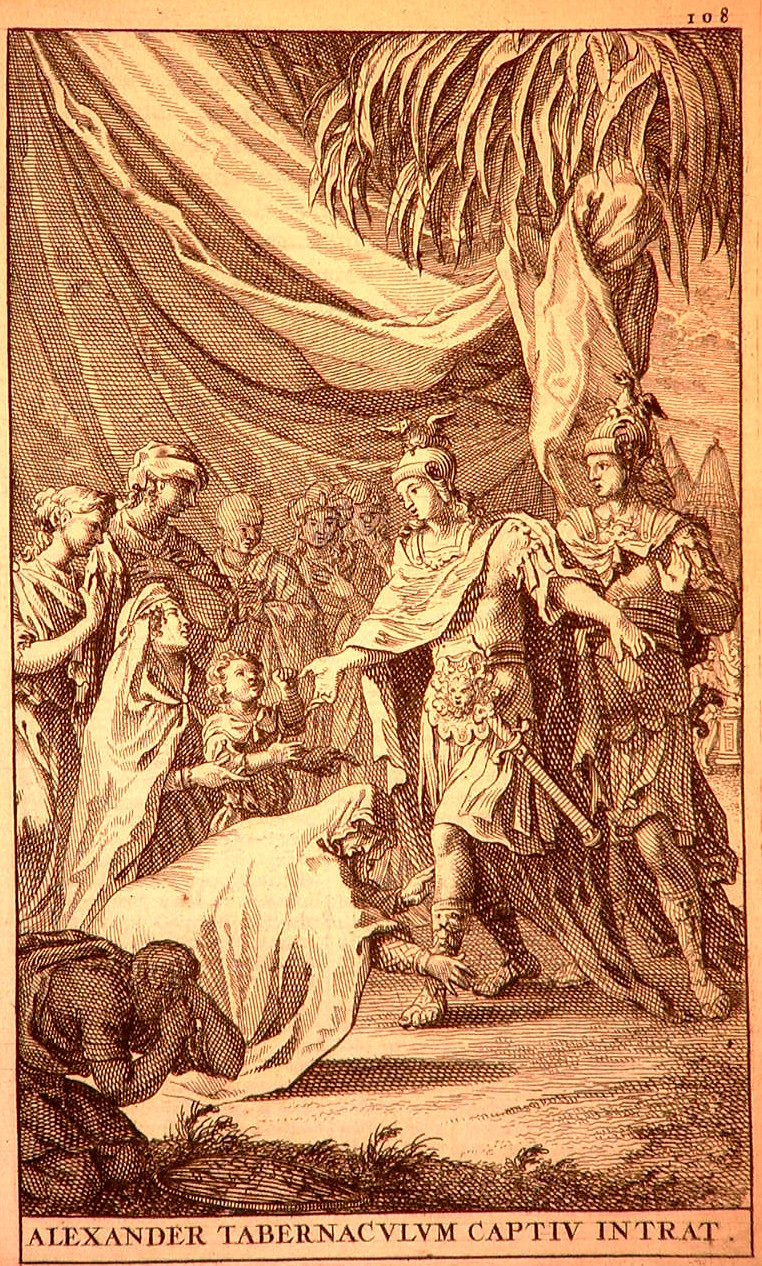
Alexandre, o Grande e Heféstio

Heféstio Amíntoro (356 a.C. — outono de 324 a.C.), era filho de Amíntor, aristocrata macedônio. Foi educado juntamente com Alexandre III da Macedónia, tendo tido também Aristóteles como professor. Sabe-se que, entre os trabalhos do filósofo, há um livro perdido de cartas a Heféstio. 
Acompanhou Alexandre na sua campanha asiática desde o princípio, combatendo como general na cavalaria de elite. Quando passaram pela cidade de Troia (hoje, na Turquia), Alexandre foi honrar a sagrada tumba do herói Aquiles, levando Heféstio consigo para honrar a de Pátroclo (no século V a.C. criou-se o mito que esses dois heróis da Ilíada foram amantes, embora Homero nada tenha deixado explícito). O historiador Arriano de Nicomédia, uma das mais respeitadas fontes sobre Alexandre, escreveu que Heféstio foi a pessoa a quem Alexandre mais amou em toda sua vida.
Após a batalha de Gaugamela (norte da Mesopotâmia), os dois foram inspecionar a tenda da família real. Um dos episódios mais conhecidos sobre Heféstio foi quando ambos conheceram Estatira e Sisigambis, respectivamente filha e mulher do rei Dario III. Segundo o historiador Cúrcio Rufo, a rainha mãe olhou para os dois homens mas prostrou-se perante Heféstio, que era mais alto e bonito e, segundo a lógica persa, quem mais chamava a atenção era o rei. Ao ser alertada pelo seu engano, ia prostrar-se novamente perante a Alexandre, mas este a levantou e a corrigiu dizendo: "Não te preocupes rainha mãe, não cometeste erro nenhum. Ele também é Alexandre".
Por ser um dos poucos em quem Alexandre confiava, além de sua autoridade militar, também recebeu amplos poderes políticos.
Antes da invasão da Índia e cruzar o Indocuche, no atual Afeganistão, Alexandre o nomeou ministro, reconhecendo como segundo homem do seu reino. Quando Alexandre casou-se com a princesa Estatira II da Pérsia, filha do rei Dario, deu a Heféstio por esposa a jovem princesa Dripetis, de modo que passaram a ser cunhados.
No outono de 324 a.C., no retorno após terem conquistado o Vale do Indo, quando o exército macedônio se estabelecia em Ecbátana para passar o inverno, Heféstio caiu doente e não se adaptou à dieta rígida. Desconsiderou as prescrições médicas, comeu frango assado, bebeu vinho arrefecido e morreu. Os sintomas apontaram febre tifoide, mas suspeitou-se de envenenamento.
Independente da causa de sua morte, os historiadores dizem que Alexandre ficou louco de dor, cortando os próprios cabelos e as crinas dos cavalos do exército, mandou crucificar Gláucias, o médico que havia atendido Heféstio. Até os toques de flautas ficaram proibidos no acampamento. Após massacrar a revoltosa tribo dos Cosseanos, numa contenda intitulada Sacrifício Fúnebre de Heféstio, Alexandre celebrou fabulosos jogos funerais em homenagem e determinou que se deveriam adorar Heféstio como um herói divino. Guardou um luto rígido durante meses e, pouco tempo depois, ainda estava construindo um esplêndido monumento funerário em honra ao amante, quando o próprio Alexandre morreu em Babilônia.
Após a morte de Heféstio, seu cargo foi assumido por Pérdicas, o comandante da cavalaria.
A Carta 24 de Diógenes de Sinope, ainda que trazida a público apenas no primeiro ou segundo século da era cristã, reflete provavelmente os boatos dos últimos dias de Alexandre – expressa que o filósofo repreendeu o conquistador, dizendo: "Se queres ser bom e formoso (kalos kai agathos), tira esse trapo que tens sobre tua cabeça e vem conosco. Mas não serás capaz de vir, dado que estás preso pelas coxas de Heféstio".